# Günther Frederik Karel II van Schwarzburg-Sondershausen
Günther Frederik Karel II (Sondershausen, 24 november 1801 – aldaar, 15 september 1889) was van 1835 tot 1880 vorst van Schwarzburg-Sondershausen.
Hij was de zoon van vorst Günther Frederik Karel I en diens echtgenote Caroline, dochter van Frederik Karel van Schwarzburg-Rudolstadt. Zijn jeugd bracht hij teruggetrokken door aan het hof. In 1824 ondernam hij educatieve reizen naar Zwitserland, Frankrijk en Italië.
Hij huwde in 1827 prinses Marie van Schwarzburg-Rudolstadt. Uit dit huwelijk kwamen vijf kinderen voort van wie er drie de volwassen leeftijd zouden bereiken. Zij stierf echter in 1834 en het jaar daarop hertrouwde Gunther met Mathilde van Hohenlohe-Öhringen. Zijn vader Günther Frederik Karel I had zichzelf door zijn aartsconservatieve beleid onmogelijk gemaakt en deed in datzelfde jaar troonsafstand ten gunste van zijn zoon.
Günther Frederik Karel II toonde zich een progressiever vorst en verleende zijn land in 1841 een constitutie vergelijkbaar met die van veel andere Duitse staten. In het revolutiejaar 1848 eiste het volk liberale hervormingen en de vorst kwam hieraan tegemoet door op 13 maart de censuur op te heffen. Dit was het volk echter bij lange na niet genoeg en de volgende dag was Sondershausen het toneel van massale demonstraties. Hij gaf vervolgens toe aan alle eisen en beloofde invoering van algemene volksbewapening, openbaarheid van de rechtspraak, grondwetswijzigingen, opheffing van de censuur, afschaffing van de vroondiensten en een verbod op het aannemen van niet-Schwarzburgers in staatsdienst. De onlusten hielden echter aan en in 1849 toonde hij zich nog inschikkelijker met onder andere hervorming van de exploitatierechten van landbouwgrond.
Hij nam in 1870 aan Pruisische zijde deel aan de Frans-Duitse Oorlog, schakelde in deze jaren het rechtssysteem gelijk aan het Pruisische en trad toe tot het Duitse Keizerrijk. Hij stimuleerde het onderwijs in zijn land en muziek en theater van Sondershausen werden in heel Duitsland gevolgd. Ook verfraaide hij het slot Sondershausen, dat in de 16e eeuw door zijn voorvader Günther XL was gebouwd, en breidde zijn residentiestad uit met een nieuw stadsdeel dat naar hem Carlstadt werd genoemd.
Op 78-jarige leeftijd (17 juli 1880) deed hij vanwege een oogkwaal troonsafstand ten gunste van zijn zoon Karel Günther. Hij trok zich terug op zijn jachtslot Zum Possen en stierf in 1889.